# أليس روث
أليس روث هي رياضياتية سويسرية، ولدت في 6 فبراير 1905 في برن في سويسرا، وتوفي بنفس المكان في 22 يوليو 1977 بسبب سرطان.